# Łapy
Łapy is een stad in het Poolse woiwodschap Podlachië, gelegen in de powiat Białostocki. De oppervlakte bedraagt 11,9 km², het inwonertal 16.620 (2005).

## Verkeer en vervoer
- Station Łapy

## Geboren
- Tomasz Łapiński (1969), voetballer